# José Luis García
José Luis García de la Cruz (ur. w Senahú)  – gwatemalski zapaśnik. Olimpijczyk z Meksyku 1968, gdzie zajął dziewiętnaste miejsce w stylu klasycznym i dwudzieste w stylu wolnym. Walczył w kategorii do 63 kg.
Piąty na igrzyskach panamerykańskich w 1955. Brązowy medalista igrzysk Ameryki Środkowej i Karaibów w 1954 i 1959 roku.

## Letnie Igrzyska Olimpijskie 1968
| Konkurencja          | Rundy eliminacyjne | Rundy eliminacyjne     | Klas. końcowa |
| Konkurencja          | Przeciwnik I       | Przeciwnik II          | Miejsce       |
| -------------------- | ------------------ | ---------------------- | ------------- |
| 63 kg styl klasyczny | Jiří Švec (TCH) P  | Hideo Fujimoto (JPN) P | 19.           |

| Konkurencja      | Rundy eliminacyjne           | Rundy eliminacyjne      | Klas. końcowa |
| Konkurencja      | Przeciwnik I                 | Przeciwnik II           | Miejsce       |
| ---------------- | ---------------------------- | ----------------------- | ------------- |
| 63 kg styl wolny | Ismail Al-Karaghouli (IRQ) P | Nikos Karypidis (GRC) P | 20.           |